# Brunryggig trast
Brunryggig trast (Geokichla erythronota) är en fågel i familjen trastar inom ordningen tättingar. Den förekommer i Indonesien, huvudsakligen på Sulawesi. Arten minskar i antal till följd av skogsavverkningar, men beståndet anses vara livskraftigt.

## Utseende och läten

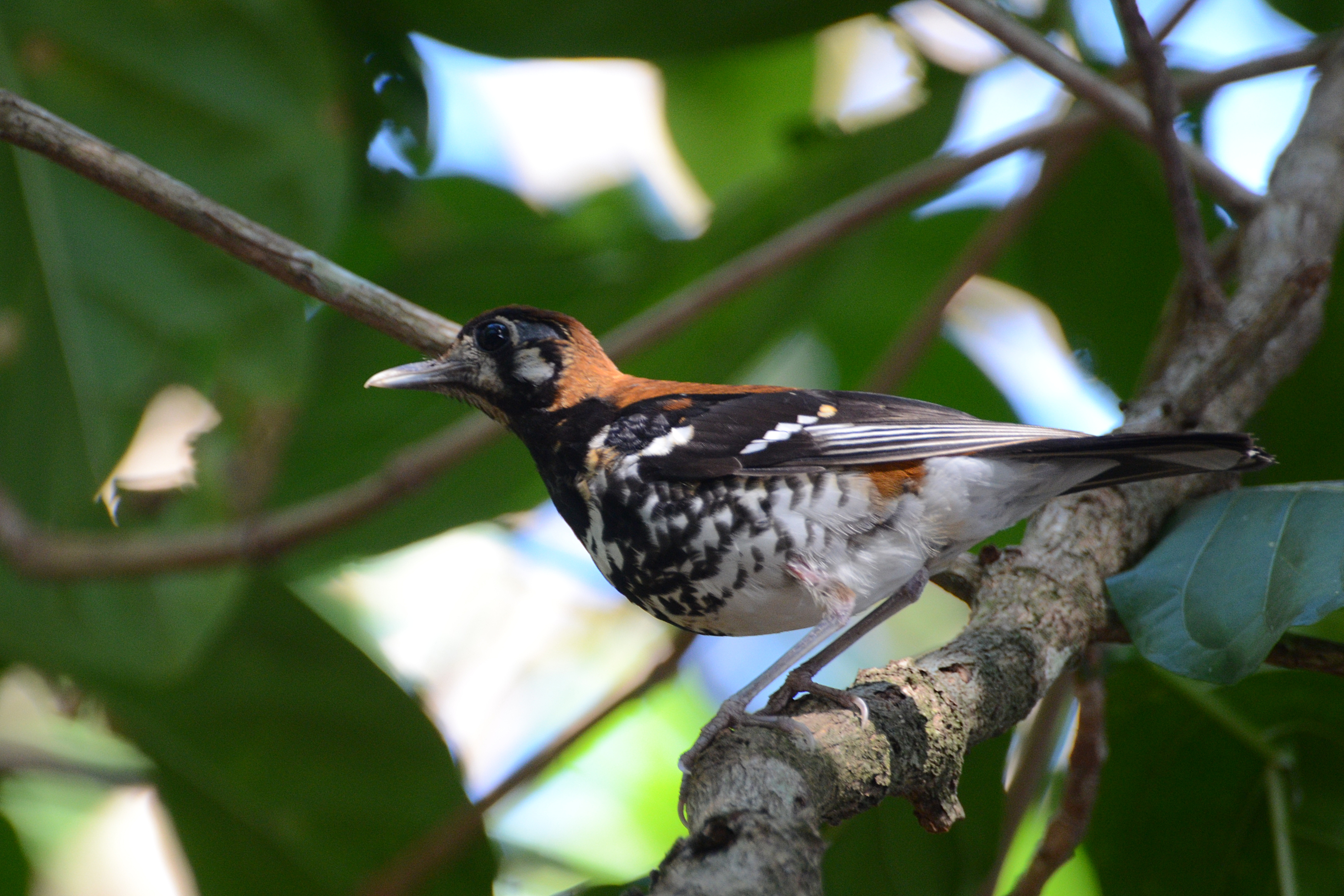

Brunryggig trast är en medelstor (19–21 cm) medlem av familjen. På ovansidan är den rostbrun från hjässa till övergump, med svarta vingar försedda med två breda vita vingband. På ansiktet syns vita fläckar. Undersidan är svart från haka till bröst, resten vitaktig med svarta band. Underarten kabaena (se nedan) är svart på hjässa och mantel. Kontaktlätet är ljust, tunt och uppåtböjt, på Kabaena inklämt mellan en ljusare inledningston och en mörkare avslutning. Varningslätet består av en serie "tjack" medan sången rapporteras vara en typisk trastlik fylling serie toner.

## Utbredning och systematik
Brunryggig trast förekommer i Indonesien. Den delas in i två underarter med följande utbredning:
- Geokichla erythronota erythronota – förekommer i låglänta skogar på Sulawesi
- Geokichla erythronota kabaena – förekommer på ön Kabaena (Floreshavet)

Tidigare betraktades även vitörad trast (G. mendeni) som underart till brunryggig trast och vissa gör det fortfarande.

### Släktestillhörighet
Tidigare placerades arten i släktet Zoothera, men flera DNA-studier visar att brunryggig trast med släktingar står närmare bland andra trastarna i Turdus.

## Status och hot
Brunryggig trast har ett stort utbredningsområde, men tros påverkas negativt av omfattande skogsavverkningar. Internationella naturvårdsunionen IUCN kategoriserar därför arten som nära hotad. Beståndet uppskattas till mellan 100 000 och en halv miljon vuxna individer.